# SH-02B
docomo STYLE series SH-02B（ドコモ スタイル シリーズ エスエイチ ゼロ ニ ビー）は、シャープによって開発された、NTTドコモの第3世代携帯電話（FOMA）端末であるdocomo STYLE seriesの一つである。
本項では、2010年夏モデルであるSH-02B marimekko（エスエイチ ゼロ ニ ビー マリメッコ）についても述べる。

## 概要
2009年冬秋モデルのSTYLEシリーズのシャープ製端末である。同時期のSH-01Bと同様の3.4インチフルワイドVGA液晶を搭載する。
背面はディスプレイ側・バッテリー側共に直線的な箇所がほとんどない全体的に丸みを帯びたラウンドフォルムを採用し、手に持った時にスペック以上に薄くコンパクトに感じられるようになっている。
ディスプレイ側の背面パネルには、透明感のあるハーフミラー仕上げとなっており、多層膜により独特な光の反射をするようにデザインされているため、見る角度によって色味が変化する。また白色有機ELを使用したサブディスプレイを中央に配し、それを取り囲むようにして13灯のLED（白色12個・3色1個）を搭載しており、着信時等にパネルが浮かび上がるように点灯する。イルミネーションの点灯パターンは、星空をイメージした7種類の標準パターンを用意したほか、対応のきせかえツールを利用することで点灯パターンを増やすこともできる。
ボディカラーは、Biue・Black・Silver・Pink・Orangeの5色。5色は、2009年冬秋モデルでは最多のカラーバリエーションとなる。
2009年夏モデルのSTYLEシリーズのSH-05Aと違い、防水には非対応。
2010年7月2日に発売されたSH-02B marimekkoは、2010年夏モデルで、フィンランドを代表するアパレルブランド「marimekko」とのコラボレーションモデルである。フロントパネルにmarimekkoの代表的なテキスタイルである「UNIKKO（ウニッコ）」と呼ばれるケシの花柄をヒンジとボディにまたぐように大胆に配したデザインが特徴。ボディカラーは「UNIKKO red」「UNIKKO blue」「UNIKKO black」の3色があり、カメラが搭載された裏面やキー面の配色はボディカラーと同系色で統一されている。UNIKKOをモチーフにしたオリジナルのきせかえコンテンツを内蔵しているほか、iコンシェルのマチキャラ「ひつじのしつじ」も同ブランドでコーディネートされている。また標準セットのパッケージはUNIKKO柄が印刷されたものとなるが、ストラップなどの購入者限定特典は用意されていない。SH-02Bをベースにしているため、スペックはSH-02Bとほぼ変わらないが、背面イルミネーションには対応していない。

## 機能
メインカメラには、約800万画素CCDカメラを搭載している。タッチパネルは対応していないが、撮影機能やユーザーインターフェースはSH-01Bがベースとなっている。LEDフラッシュとISO12800相当の高感度モードと合わせて、暗所での撮影も十分に可能。被写体に合わせて最適な撮影モードを自動的に判別して切り替えるシーン自動認識機能を搭載している。また、手ぶれ補正に「6軸手ブレ補正」と「動き検出被写体ブレ補正」のWブレ補正に、シャッタースピードとISO感度をアップしてブレを抑える「高感度ブレ補正」を追加し、従来以上の補正効果を実現した。サブカメラにはFWVGA対応の43万画素CMOSカメラを搭載している。
周りからの覗き見を防止する「新ベールビュー」が、カラー表示に対応している。
フォトリモ@ナビ対応のパイオニア製カーナビゲーションシステムと連携することができ、現在地をメール送信し、カーナビに案内させる機能やケータイによる事前目的地情報設定を、乗車時にカーナビに自動転送する機能を搭載している。
音声入力メールやiモード検索の検索ワードや地図アプリの目的地などを、音声で入力が可能になっている。
名刺リーダーで読み込んだデータを会社名別に表示できる「電話帳会社名検索」に対応している。
| 主な対応サービス                   | 主な対応サービス                                                    | 主な対応サービス                       | 主な対応サービス                                 |
| ---------------------------------- | ------------------------------------------------------------------- | -------------------------------------- | ------------------------------------------------ |
| タッチパネル                       | FOMAハイスピード7.2Mbps                                             | Bluetooth                              | DCMX／おサイフケータイ                           |
| iアプリオンライン／地図アプリ      | 直感ゲーム／メガiアプリ                                             | iウィジェット                          | マチキャラ／iコンシェル                          |
| ホームU／ポケットU                 | GPS／オートGPS／ケータイお探し                                      | デコメール／デコメ絵文字／デコメアニメ | iチャネル                                        |
| 着もじ                             | テレビ電話／キャラ電                                                | ケータイデータお預かりサービス         | フルブラウザ                                     |
| おまかせロック／バイオ認証         | 外部メモリーへiモードコンテンツ移行／ユーザーデータ一括バックアップ | トルカ                                 | iC通信／iCお引越しサービス                       |
| きせかえツール／ダイレクトメニュー | バーコードリーダ／名刺リーダ                                        | 2in1                                   | エリアメール／ソフトウェアーアップデート自動更新 |
| GSM／3Gローミング（WORLD WING）    | 着うたフル／うた・ホーダイ                                          | Music&Videoチャネル／ビデオクリップ    | デジタルオーディオプレーヤー(AAC)(WMA)           |

### ワンセグ機能
- EPG（録画予約も可）
- 外部メモリ（microSD）への録画
- 字幕放送
- マルチウィンドウ
- Bluetoothによるワイヤレス音声出力
- 同社液晶テレビ「AQUOS」にも採用されている、映像をより鮮やかに再現する「SV (Super Vivid) エンジン」

## プリインストールiアプリ
- 逆転裁判4 for SH
- ドラゴンクエストIII そして伝説へ…
- 桃太郎電鉄WORLD遠距離対戦版2年決戦
- タッチDE対戦ボウリング
- リッジレーサーズVS trial version
- ドラゴンクエストもっと不思議のダンジョンMOBILE
- 対戦パズルボブル -Light Edition-
- モバイルGoogleマップ
- iアバターメーカー
- iD 設定アプリ
- DCMXクレジットアプリ
- モバイルSuica登録用iアプリ
- Gガイド番組表リモコン
- 地図アプリ
- マクドナルドトクするアプリ
- 楽オク☆アプリ
- Start! iウィジェット
- iアプリバンキング
- iWウォッチ
- 株価アプリ
- Google モバイル
- ROID ウィジェット
- いっしょにデコ
- リモートメール アプリメール for SH
- KARADA TUNE
- オムロン健康管理ソフト BI-LINK ウォーキング編
- ShokuFit
- お天気予報ウィジェット
- ネット辞典
- SH-MODE INFO
- FOMA通信環境確認アプリ
- ドコモ料金案内
- モバイルAMCアプリ
- ヨドバシゴールドポイントカード
- ビックポイント機能付きケータイ

## 歴史

### SH-02B
- 2009年11月10日 - F-01B - F-02B - F-03B - F-04B - L-01B - L-02B - L-03B - N-01B - N-02B - N-03B - P-01B - P-02B - P-03B - SH-01B - SH-02B - SH-03B - SH-04B - SH-05B - SC-01Bの開発を発表。
- 2009年11月28日 - 発売開始。

### SH-02B marimekko
- 2010年5月18日 - F-06B・F-07B・F-08B・L-04B・N-04B・N-05B・N-06B・N-07B・N-08B・P-04B・P-05B・P-06B・P-07B・SH-02B marimekko・SH-07B・SH-08B・SH-09B・LYNX SH-10B・dynapocket T-01B・BlackBerry Bold 9700の開発及び一部機種の発売を発表。
- 2010年7月2日 - 発売開始。

## 不具合
2010年1月7日に、以下の不具合の修正がソフトウェアの更新でなされた。
- iモード接続中にマルチガイドボタンが表示されない場合がある

2010年6月24日に、以下の不具合の修正がソフトウェア更新でなされた。
- iモードサイトの閲覧中に複数のタブを開いている場合にタブの切り替えができない
- メール作成中、本文にデコメピクチャが反映されない